# Cross-country (kolarstwo górskie)

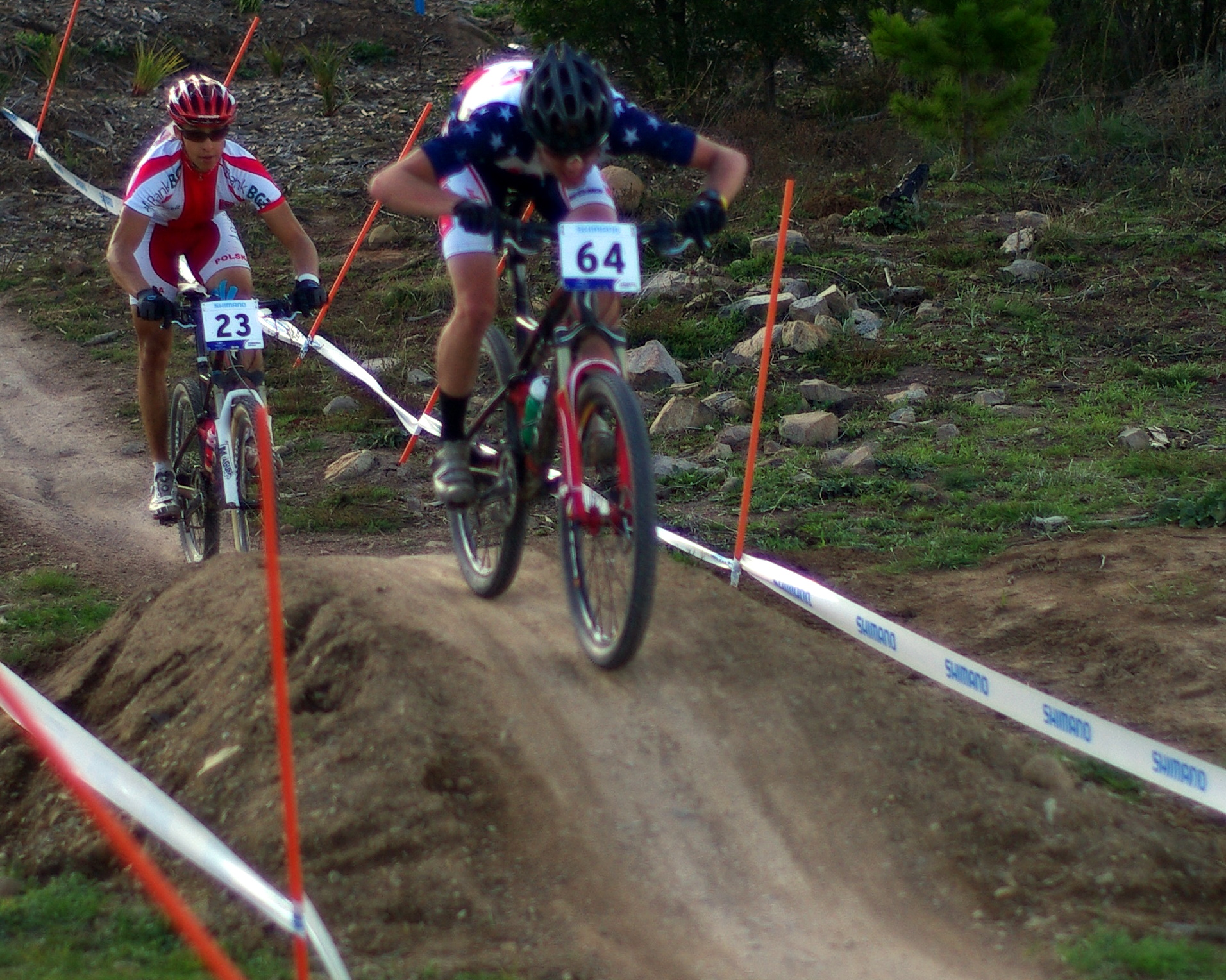
Piotr Brzózka (23) i Tad Elliott (64) na trasie wyścigu o mistrzostwo świata U23

Cross-country (XC lub CC) – jedna z konkurencji kolarstwa górskiego polegająca na ściganiu się zawodników na specjalnie przygotowanej trasie, którą pokonują kilka razy.
Konkurencja cross-country jest w programie mistrzostw świata od początku ich istnienia. W dyscyplinie tej rozgrywane są także mistrzostwa krajowe oraz kontynentalne. XC pojawiło się na Igrzyskach Olimpijskich w 1996 roku w Atlancie. Puchar świata rozgrywany jest od 1991 roku. W Polsce najbardziej znane zawody cross-country dla profesjonalistów to Grand Prix MTB organizowane przez Lang Team. Popularnością wśród amatorów cieszą się zawody takie jak: Family Cup, Thule Cup, Decathlon Bike Cup.

## Zasady

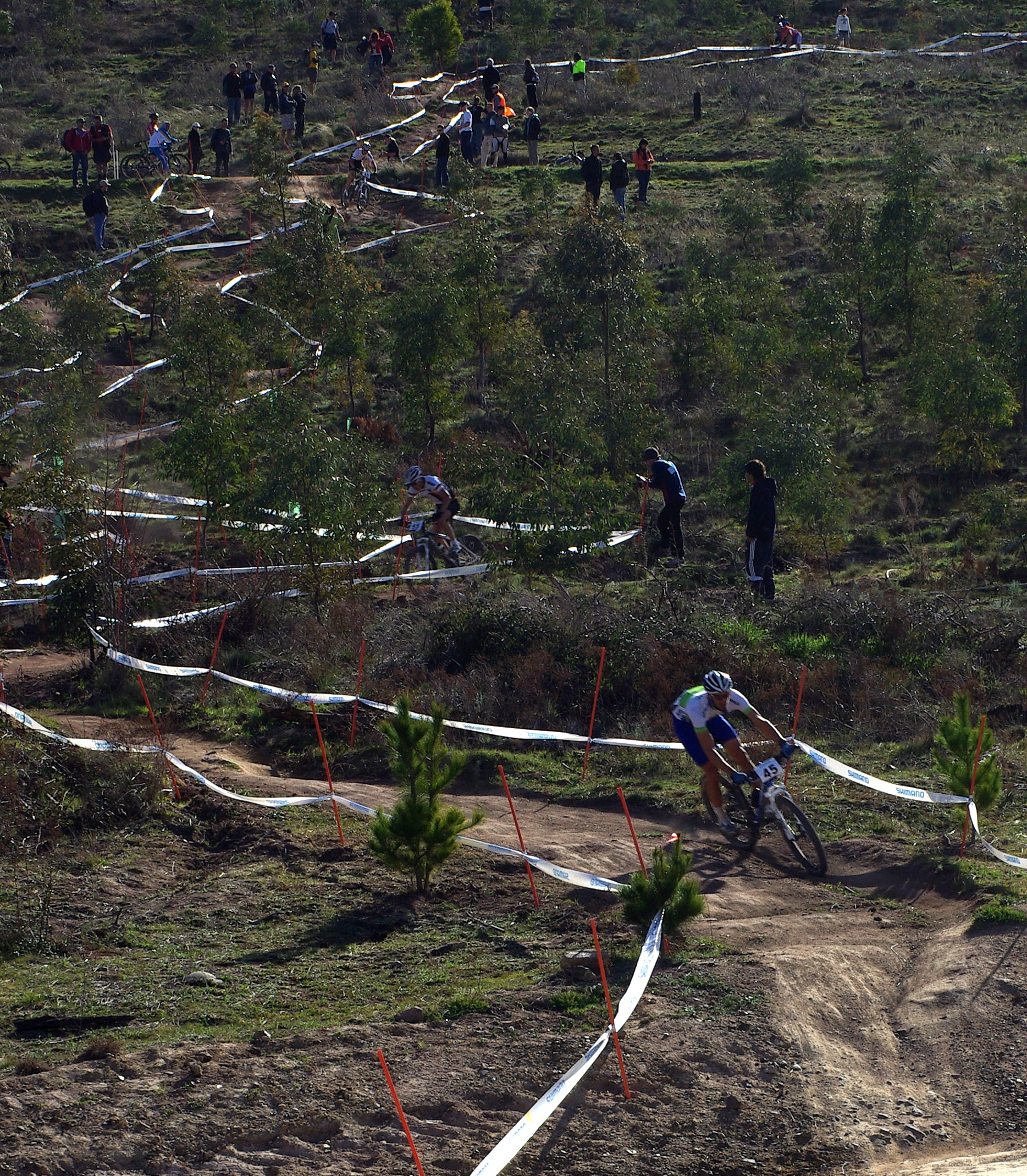
Fragment trasy mistrzostw świata w 2009 roku

Wyścigi mogą być rozgrywane we wszystkich kategoriach wiekowych dla kobiet i mężczyzn, organizowane są dla profesjonalistów i amatorów. Na trasie znajdują się dwie strefy bufetowe i boksy serwisowe. Zawodnicy mogą z nich pobierać napoje oraz jedzenie. Pomoc techniczna może być udzielana wyłącznie w strefach bufetu/boksach pomocy technicznej. Pomoc techniczna podczas wyścigu składa się z naprawy lub wymiany dowolnej części roweru innej niż rama. Wymiana roweru jest zabroniona, a zawodnik musi przekroczyć linię mety z tą samą tabliczką z numerem, którą miał na starcie. Trasa, na której rywalizują zawodnicy, jest trudna i bardzo zróżnicowana. Znajdują się na niej podjazdy o różnym podłożu, nachyleniu i długości. Wymagają one od zawodników ogromnej siły i wytrzymałości. Suma przewyższeń na okrążeniu wynosi zwykle 150–300 m. Na trasie ulokowane są także zjazdy i single-tracki naszpikowane różnymi przeszkodami (kamienie, korzenie, błoto), które wymagają od startujących znakomitych zdolności panowania nad rowerem i swoim ciałem. Trasa zawodów ma od 3 do 8 km, zawodnicy pokonują ją taką liczbę razy (dla elity mężczyzn zazwyczaj 5–10 razy), aby czasy wyścigu mieścił się w regulaminie.
- Czasy wyścigów według UCI

| Kategoria wiekowa  | Minimalny czas | Maksymalny czas |
| ------------------ | -------------- | --------------- |
| Juniorzy mężczyźni | 1:30 (1:05)*   | 2:20            |
| Juniorzy kobiety   | 1:15 (0:45)*   | 1:30            |
| Mężczyźni U23      | 1:45 (1:15)*   | 2:00            |
| Kobiety U23        | 1:30 (1:15)*   | 1:45            |
| Elita mężczyźni    | 2:00 (1:30)*   | 2:15            |
| Elita kobiety      | 1:45 (1:30)*   | 2:00            |
| Masters mężczyźni  | 1:45           | 2:00            |
| Master kobiety     | 1:30           | 1:45            |

* Minimalny czas dla zawodów klasy 1,2 lub 3 kalendarza międzynarodowego.

## Sprzęt
Rower górski do XC powinien być lekki i sztywny, aby podjazdy można było pokonywać jak najszybciej (rowery najwyższej klasy osiągają wagę ok. 6,5–9,0 kg). Sprzęt musi być także bardzo wytrzymały i zwrotny, tak aby płynnie pokonywać zjazdy i techniczne odcinki trasy. Koła rowerów mają średnice 26 cali, 27,5 cali lub 29 cali  i wyposażone są w opony adekwatne do warunków atmosferycznych. Hamulce to popularne hamulce tarczowe, można również spotkać coraz rzadziej v-brake'i. Ramy zbudowane są z aluminium lub karbonu, zawodnicy używają ram sztywnych oraz amortyzowanych (ich skok wynosi zazwyczaj 80–100 mm). Sprzęt do wyścigów XC posiada przedni amortyzator o skoku 80–120 mm. Napęd składa się z jedno-, dwu- lub trzytarczowej korby o ilości zębów w różnych kombinacjach (np. 42–28, 44–32–22), w zależności od profilu trasy, oraz kasety 8–12-rzędowej o koronkach w różnych sekwencjach zębów. W rowerach tych zazwyczaj stosowane są proste kierownice, dawniej często były przykręcane do niej rogi. Siodełka są długie i wąskie, aby ułatwiać przechylanie się do przodu na podjazdach oraz wychylanie się do tyłu za siodełko na zjazdach. W rowerze do cross-country znajdziemy także pedały zatrzaskowe (np. SPD). Sprzęt pozbawiony jest zbędnych akcesoriów takich jak: błotniki, oświetlenie.